# 動畫情景喜劇
動畫情景喜劇是情景喜劇的動畫子類別。美國的動畫情景喜劇節目包括《辛普森一家》、《蓋酷家庭》、《南方公園》
動畫情景喜劇，尤其是1990年代之後的，常被因為出現真人演出節目中不可能出現的口無遮攔和極度暴力內容而被批評。1990年代早期和1990年代晚期在美國可以說引起了道德恐慌。